# 美空
美空，松雷集團－北京松雷菲姆勒网络文化传播有限公司旗下网站，运行主体为松雷菲姆勒（美空）网络有限公司。网站定位于文化艺术产业的网络推广平台，业务涉及模特儿、演员、摄影、造型、电影、电视、插画等诸多行业。

## 沿革
2002年，男模马月（演员葛天的前男友）建立了一家网络视觉设计公司FMPLAY。2007年5月马月带领FMPLAY团队首轮获得松雷集团200万美金风险投资，依托原有的菲姆勒公司为班底，组建了松雷菲姆勒网络传媒有限公司，后者为美空网的运作主体，马月自任首席执行官。
2008年，美空网正式上线，给模特、演员新人提供了一个毛遂自荐的平台，最初，美空网会组织拍摄照片、视频，推介给著名的影视机构和模特公司，当人气聚集到一定程度的时候，双方亦可自行洽谈。
2010年，美空网再获1000万元人民币的风险投资，2010年8月28日面向全网开放注册。截至2011年6月底，用户达150万。
2011年，刘大兴出任美空CEO。为应对商业道德危机，美空一次性将400多位问题会员账号全部封掉，注销所有不良会员的ID。采取了更加严厉的准入措施，所有注册会员必须是文化艺术圈的，必须上传身份证或者护照等有效证件，上传照片和作品，接受美空官方逐一审核。同时，每两个月进行一次公安机关的身份证备案，严格管理网站会员。
2012年夏天，美空与腾讯网、男士健康、美梦成真音乐，光线传媒、旅游卫视等媒体联合推出真人秀《美空超级美女榜》第5季。
2012年，马月另创网络人才合作平台星云网，并兼任首席执行官。

## 业务
- 美空超级美女榜
- 私房拍摄服务
- MSP明星计划

## 争议
2010年有网友发帖称网络红人闫凤娇、“拜金女”马诺、流出大尺度“四级艳照”的上海模特徐莹是美空网的会员，她们的走红和美空网有关，并指认美空是“高端淫媒”。美空网首席执行官马月则进行了澄清：“我成立美空的初衷之一就是想建立一个垂直的对接通道”，把这些模特直接推荐给机构，跳过这道潜规则。为应对商业道德危机，美空网采取了删除照片、封号、严格准入等多种措施，2011年8月马月表示已封杀违规的美空网会员400人。
2014年2月12日，一名台湾日本混血男子杜博文，通过美空网认识男模项海，假借拍啤酒广告之名，在湖北武汉诱骗项海到酒店，再用掺了氟硝西泮药粉和安眠药的啤酒，迷晕受害人并强奸，受害人最后更死在酒店内。事件引起各界关注。 